# Sensient Technologies
Sensient Technologies (NYSE: SXT) er en amerikansk producent af farver, smage og dufte. De har hovedkvarter i Milwaukee, Wisconsin. Sensient har en årsomsætning på ca. 1,5 mia. $.
Sensient Technologies blev etableret i 1882 som Meadow Springs Distilling Company.